# Mitchell Mulhern
Mitchell Mulhern (ur. 22 stycznia 1991) – australijski kolarz torowy i szosowy, dwukrotny medalista torowych mistrzostw świata.

## Kariera
Pierwszy sukces w karierze Mitchell Mulhern osiągnął w 2012 roku, kiedy zdobył brązowy medal w indywidualnym wyścigu na dochodzenie podczas kolarskich mistrzostw Oceanii. W 2014 roku brał udział w torowych mistrzostwach świata w Cali, gdzie reprezentacja Australii w składzie: Luke Davison, Glenn O’Shea, Mitchell Mulhern i Alexander Edmondson zwyciężyła w drużynowym wyścigu na dochodzenie. Kilkakrotnie zdobywał medale torowych mistrzostw Australii, jednak nigdy nie zwyciężył. Startuje także w kolarstwie szosowym, ale bez większych sukcesów.